# جيش الاحتياط الثالث للمراقبة
جيش الاحتياط الثالث للمراقبة تم إنشاؤه خلال 1811 كقوة مرتجلة لمراقبة الحدود النمساوية عندما أصبح واضحا أن الإمبراطور النمساوي من المحتمل ان يرسل قوات إلى روسيا في اطار الغزو الفرنسي لروسيا.
القائد العام لسلاح الفرسان : تورماسوف

رئيس الأركان : الميجر اينزوف

التموين : العقيد ريني

الواجب العام : القائد العقيد اوديكوب

قائد المدفعية : اللواء سيفرز
- مجموعة مشاة الجنرال كامينسكي
- مجموعة اللفتنانت ماركوف
- مجموعة اللفتنانت البارون اوستين- ساكن
- مجموعة فرسان اللواء لامبير

مجموع قوة الجيش كانت 60 كتيبة و 76 سربا 10 أفواج قوزاق و 168 بندقية.